# Андора на Светском првенству у атлетици на отвореном 2007.
Андора је на Светском првенству у атлетици на отвореном 2007. одржаном у Осаки од 25. августа до 2. септембра учествовала осми пут. Репрезентацију Андоре представљало је двоје такмичара (1 мушкарац и 1 жена) који су се такмичили у две дисциплине.
На овом првенству представници Андоре нису освојили ниједну медаљу, нити је оборен неки рекорд.

## Учесници
| Мушкарци: - Антони Бернадо — Маратон | Жене: - Наталија Гаљего — 800 м |  |

## Резултати

### Мушкарци
| Атлетичар      | Дисциплина | Лични рекорд | Квалификације | Квалификације | Финале   | Финале       | Детаљи |
| Атлетичар      | Дисциплина | Лични рекорд | Резултат      | Место         | Резултат | Место        | Детаљи |
| -------------- | ---------- | ------------ | ------------- | ------------- | -------- | ------------ | ------ |
| Антони Бернадо | маратон    | 2:14:25 НР   |               |               | 2:34:28  | 48 / 57 (87) |        |

### Жене
| Атлетичарка     | Дисциплина | Лични рекорд | Квалификације | Квалификације | Полуфинале            | Полуфинале            | Финале                | Финале       | Детаљи |
| Атлетичарка     | Дисциплина | Лични рекорд | Резултат      | Место         | Резултат              | Место                 | Резултат              | Место        | Детаљи |
| --------------- | ---------- | ------------ | ------------- | ------------- | --------------------- | --------------------- | --------------------- | ------------ | ------ |
| Наталија Гаљего | 800 м      | 2:13,04 НР   | 2:13,46       | 7. у гр 1     | Није се квалификовала | Није се квалификовала | Није се квалификовала | 41 / 45 (46) |        |